# Paratrechina tococae
Paratrechina tococae är en myrart som beskrevs av Wheeler och Joseph Charles Bequaert 1929. Paratrechina tococae ingår i släktet Paratrechina och familjen myror. Inga underarter finns listade i Catalogue of Life.